# Крот (Мајен)
Крот (фр. Cropte) насеље је и општина у западној Француској у региону Лоара, у департману Мајен која припада префектури Лавал.
По подацима из 2011. године у општини је живело 224 становника, а густина насељености је износила 15,83 становника/km². Општина се простире на површини од 14,15 km². Налази се на средњој надморској висини од 61 метар (максималној 87 m, а минималној 51 m).

## Демографија
| 1962. | 1968. | 1975. | 1982. | 1990. | 1999. | 2011. |
| ----- | ----- | ----- | ----- | ----- | ----- | ----- |
| 241   | 315   | 250   | 223   | 243   | 239   | 224   |

График промене броја становника у току последњих година